# Agamopus convexus
Agamopus convexus är en skalbaggsart som beskrevs av Vladimir Balthasar 1965. Agamopus convexus ingår i släktet Agamopus och familjen bladhorningar. Inga underarter finns listade i Catalogue of Life.